# عبد اللطيف سعدون
عبد اللطيف سعدون هو دراج مغربي من مواليد 1 يناير 1976. شارك في بطولة العالم لسباق الدراجات على الطريق 2014.
اختير أفضل رياضي مغربي لسنة 2009.

## روابط خارجية
- عبد اللطيف سعدون على موقع أرشيف الدراجات (الإنجليزية)
- عبد اللطيف سعدون على موقع إحصائيات الدراجات الإحترافية (الإنجليزية)
- عبد اللطيف سعدون على موقع نسبة الدراجات (الإنجليزية)
- لمحة عن عبد اللطيف سعدون  على موقع ProCyclingStats  -  (برو  سايكلنج  ستاتس) - إحصاءات  محترفي  الدراجات.